# Acidente Ferroviário de Algueirão

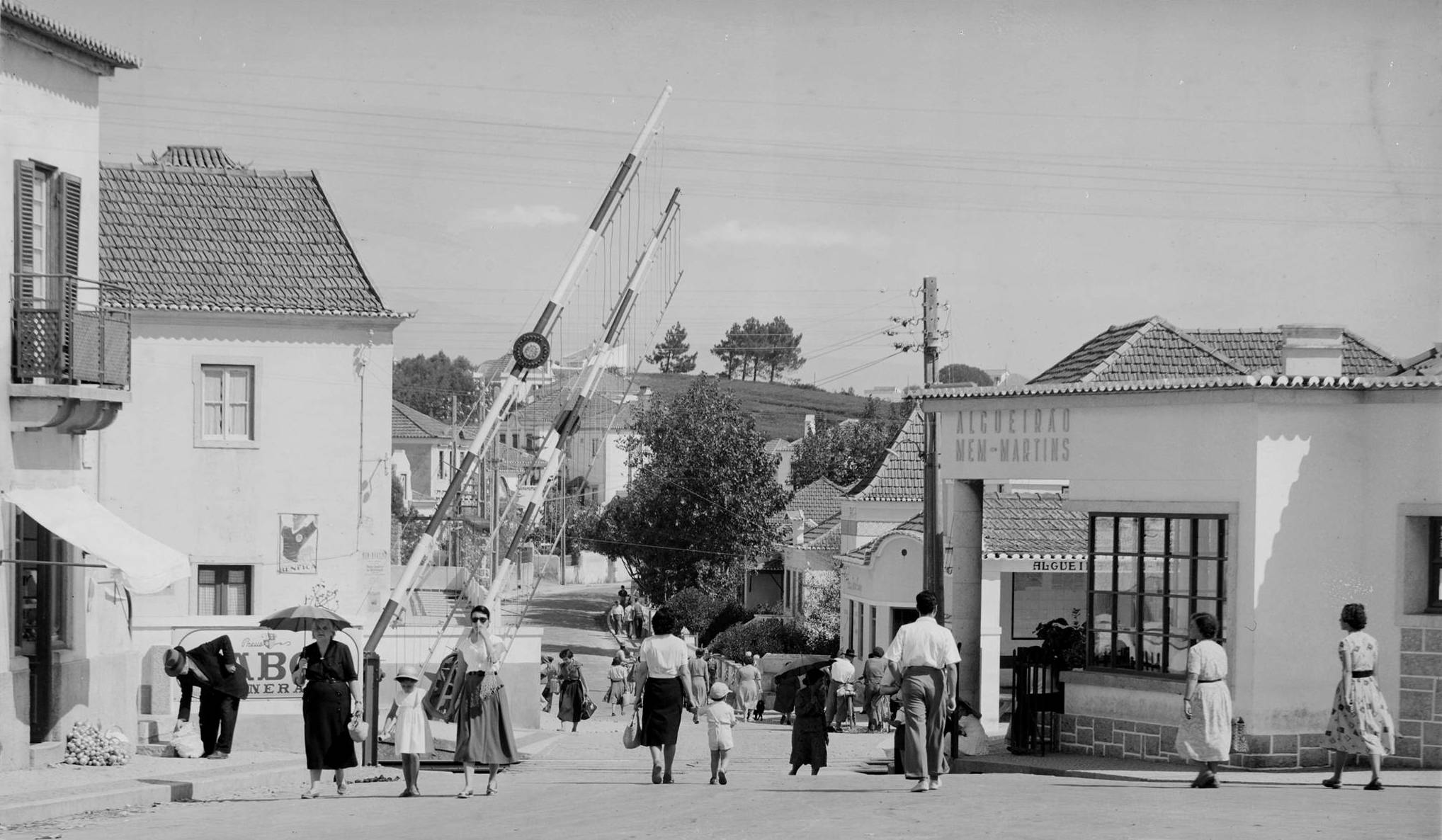
Passagem de nível contígua à estação.

O Acidente Ferroviário de Algueirão foi um acidente ocorrido em 20 de Dezembro de 1965 na Linha de Sintra, junto à Estação Ferroviária de Algueirão - Mem Martins, no concelho de Sintra, em Portugal. Consistiu numa colisão entre dois comboios, provocando 22 mortos e 17 feridos.

## Acidente
Por volta das 18 horas, uma automotora colidiu com um comboio de mercadorias que estava em manobras, no lanço da Linha de Sintra entre a gare de Algueirão - Mem Martins e o antigo matadouro municipal, a cerca de 500 m de uma passagem de nível. Com a violência da colisão, o comboio de passageiros ficou quase totalmente destruído, tendo a carruagem motora sido levantada, ficando quase na vertical, enquanto que as outras carruagens foram empurradas para fora da linha. O comboio de passageiros era o 4909, que tinha saído da Estação de Lisboa-Rossio às 17:21.

## Resposta e consequências
O ruído do embate atraiu a população em redor da linha, que correu ao local do acidente. O acidente foi visto desde o quartel dos Bombeiros Voluntários de Mem Martins, de onde o comandante Magalhães Ferreira deu o alerta. Pouco depois, começaram a chegar ao local do acidente ambulâncias de várias corporações próximas, dezenas de veículos particulares, e agentes da Polícia de Viação e Trânsito e do Serviço de Socorros da Polícia de Segurança Pública, que enviou oito ambulâncias e vários carros patrulha.
Muitas das vítimas ficaram encarceradas nos destroços metálicos dos comboios, incluindo o maquinista do comboio de mercadorias, que ficou com uma perna entalada, e cuja remoção constituiu uma operação muito difícil. Foi retirado ainda vivo, tendo sido reencaminhado para o hospital. Às 20 horas já tinham sido removidas dos destroços mais de vinte pessoas, incluindo homens, mulheres e crianças, das quais doze já estavam mortas. Os feridos foram transportados para os Hospitais de Sintra e de Lisboa. A Sintra chegaram dezanove mortos e vinte feridos, dos quais cinco foram enviados para as suas residências após serem tratados, e sete foram encaminhados para o Hospital de São José. Nesta unidade hospitalar, foi recebida uma vítima mortal, mais os cinco passageiros feridos, três deles em estado grave.

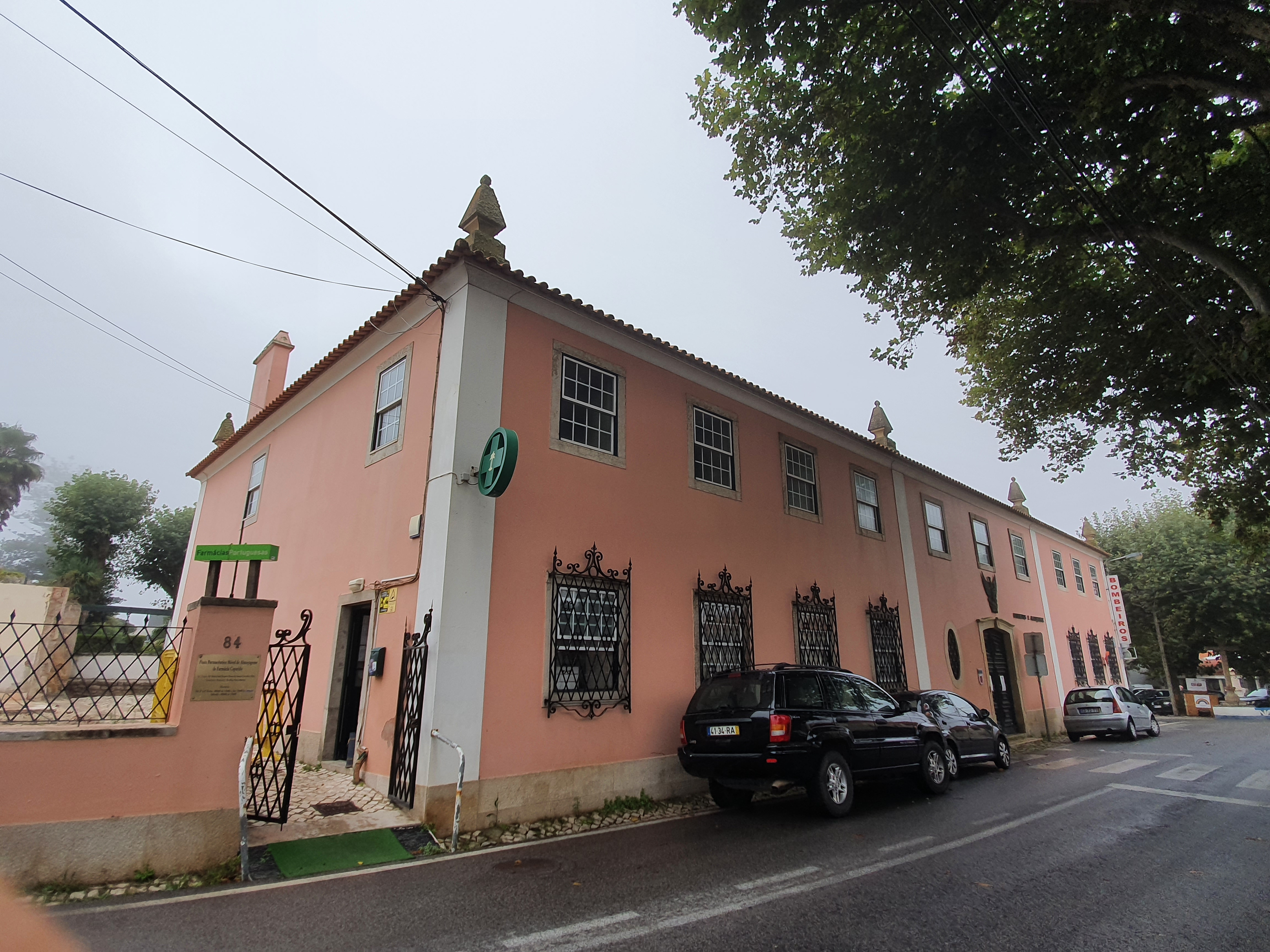
Sede dos Bombeiros de Almoçageme.

Devido à natureza dos terrenos em redor, não foi possível fazer chegar as ambulâncias ao local, o que complicou as operações de socorro.
O balanço provisório logo após o acidente foi de vinte mortos, tendo o resultado final sido de dezassete feridos e 22 mortos. No cemitério de Lourel foram enterrados os corpos de 21 vítimas mortais, das quais dezoito vinham do Hospital de Sintra. Ainda assim, apurou-se que a tragédia teria sido pior se a automotora se estivesse a deslocar a uma velocidade maior, e se a maior parte dos passageiros não tivesse saído pelo caminho, uma vez que tinha partido com a lotação completa do Rossio.
Uma das corporações de bombeiros a responder ao local do acidente foi a de Almoçageme, que foi homenageada em 7 de Março de 1966 pela Associação dos Bombeiros Voluntários de Algueirão-Mem Martins com uma medalha de cobre de Louvor, com fivela 20-12-65.

Este desastre ocorreu pouco tempo após um outro acidente que envolveu o comboio Sud Expresso, em Espanha, e no qual faleceram vários portugueses.